# Susinos del Páramo
Susinos del Páramo est une commune d'Espagne dans la communauté autonome de Castille-et-León, province de Burgos. Elle s'étend sur 11,454 km2 et comptait environ 117 habitants en 2011.